# Ahmad Tea
Pour les articles homonymes, voir Ahmad.
Ahmad Tea est une entreprise spécialisée dans le commerce du thé basée à Chandler's Ford en Angleterre. L'entreprise commercialise différents thés, à base de thé noir, thé vert, blend et des tisanes.

## Histoire
Fondée en Iran par Hussain Afshar, l'entreprise a débuté en important du thé d'Inde en Iran dans les années 1950. Basée dans la province de Guilan, la famille émigre au Royaume-Uni pendant la Révolution iranienne de 1979.  
Ahmad Tea est présent dans environ 80 pays dont la France.